# Мантуа
Мантуа (на италиански: Mantova, Мантова) е град и община в Северна Италия, намиращ се в региона Ломбардия в Северна Италия, недалеч от границата с регионите Венето и Емилия-Романя, на 153 км югоизточно от Милано и на 145 км югозападно от Венеция. Населението му е около 48 500 души (2009).

## Название
Названието на града в България е утвърдено със своя латински правопис, посочено за първи път в Енциклопедия на братя Данчови от 1936 г.

## История
Мантуа е град с богато културно наследство, съхранени са много исторически паметници и произведения на изкуството от 400-те години, през които градът е процъфтявал под патронажа на мощната фамилия Гонзага (наследствени владетели на Мантуа от 1328 до 1708 г.), която е била за Мантуа това, което са Медичите за Флоренция.

## Забележителности
- Палацо Дукале – дворец на фамилия Гонзага, построен между 13 и 18 век, с 500 стаи и 15 двора, разточително и пищно декориран. Огромни позлатени зали и галерии са пълни с платна на ренесансови майстори, сред които се откроява Андреа Мантеня, чиято фантастична Camera degli Sposi (Съпружески покои, 1472 – 1474) е в центъра на вниманието в крепостта с дворец. Това е единственият останал стенописен цикъл на Мантеня, важна част от несравнимото наследство от произведения на изкуството, оставено от фамилията Гонзага.